# Лацертида

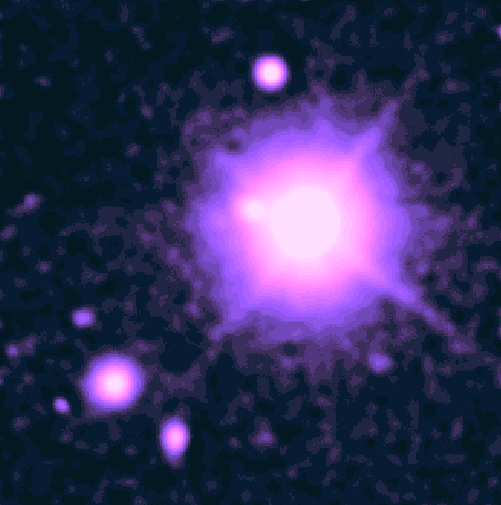
Лацертида PKS 2155-304 в созвездии Южная Рыба

Лацерти́ды — мощные источники электромагнитного излучения в ядрах некоторых галактик, ассоциирующиеся со сверхмассивными чёрными дырами. Они характеризуются непрерывным спектром во всех диапазонах электромагнитного излучения (гамма-, рентгеновском, ультрафиолетовом, видимом, инфракрасном и радио-). Для них типичны также быстрые и значительные изменения светимости во всех диапазонах спектра за период времени в несколько суток или даже часов.
Своё название эти объекты получили от переменного источника BL Ящерицы (лат. BL Lacertae), который ранее считался переменной звездой, но затем был идентифицирован как ядро эллиптической галактики. Вместе с некоторыми квазарами лацертиды объединяют в класс блазаров.

## Характеристики
Основной признак лацертид — высокая переменность блеска, достигающая в оптическом диапазоне 4—5m (то есть до стократного изменения светимости). Излучение сильно поляризовано (30—40 %), характер спектра — степенной, что характерно для синхротронного излучения. В спектрах лацертид, в отличие от спектров квазаров, отсутствуют яркие эмиссионные линии, для них также характерно и наличие радиоизлучения.
Спектр слабой туманной оболочки вокруг яркого ядра лацертид имеет линии поглощения и типичен для звёздного населения эллиптических галактик; расстояния, измеренные по красному смещению линий поглощения, оказываются несколько меньшими расстояний до типичных квазаров (для BL Ящерицы красное смещение составляет 0,07, что соответствует расстоянию 280 Мпк).
Лацертидой считается часть ядра галактики Маркарян 501.